# Molí de Barranco Grande
El molí de Barranco Grande és al barri homònim de Santa Cruz de Tenerife (Canàries, Espanya). Es tracta d'un molí de vent bessó del molí de Cuevas Blancas però que va quedar reduït a unes poques restes després de la destrucció dels murs perimetrals per una pala mecànica el 27 de gener de 1973.
A la fi de maig de 2007, el molí va ser adquirit per l'ajuntament de Santa Cruz després d'un llarg contenciós amb els propietaris privats. En 2010 es va completar un projecte de recuperació del molí i el seu entorn. Mantenint l'estructura derruïda, es van reposar les aspes de vent i altres parts de la maquinària. Alguns dels seus antics elements, trobats en ocasió de les obres, estan disposats entorn del molí juntament amb panells informatius vandalitzats cap a 2012.

## Galeria fotogràfica

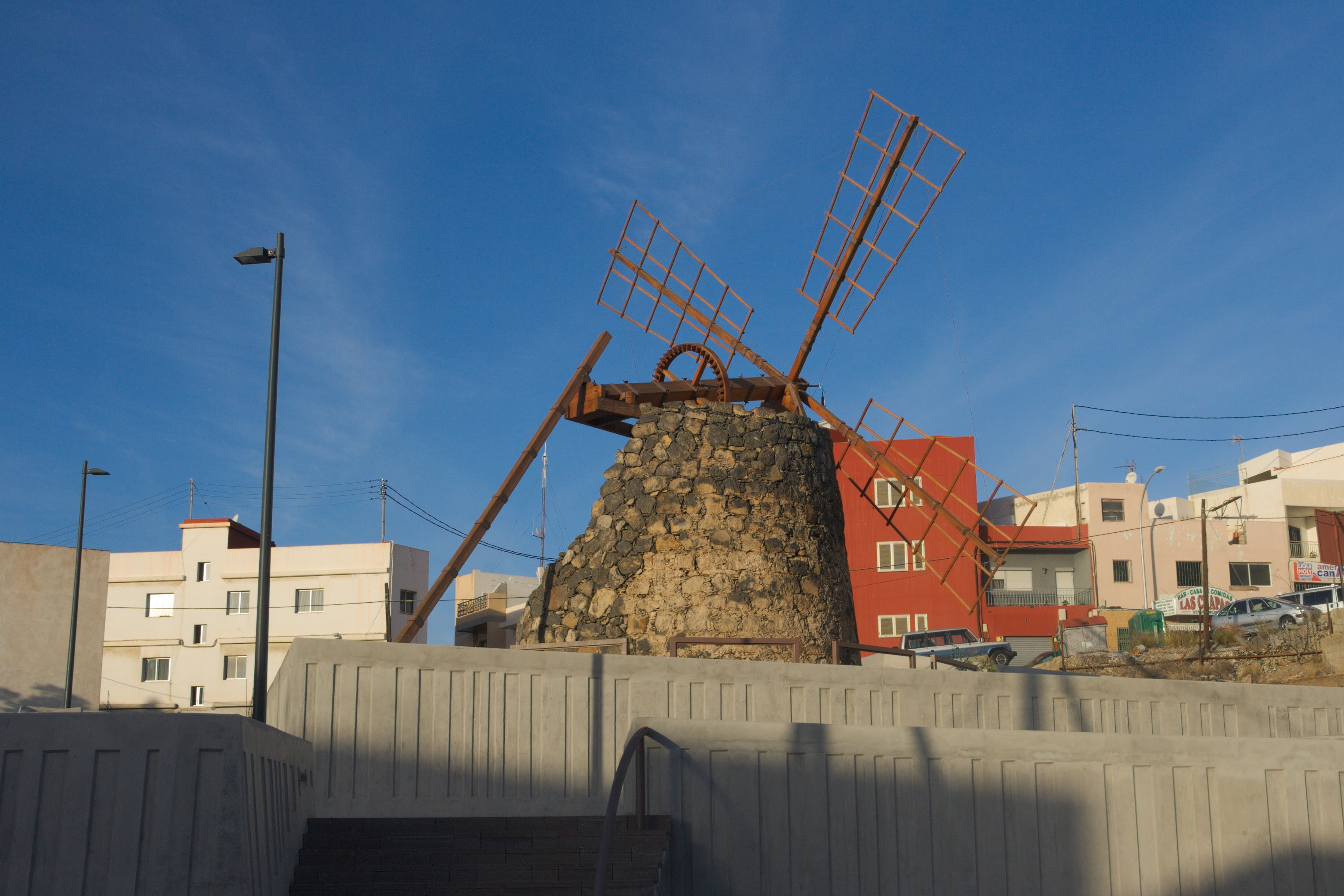
Molí de Barranco Grande
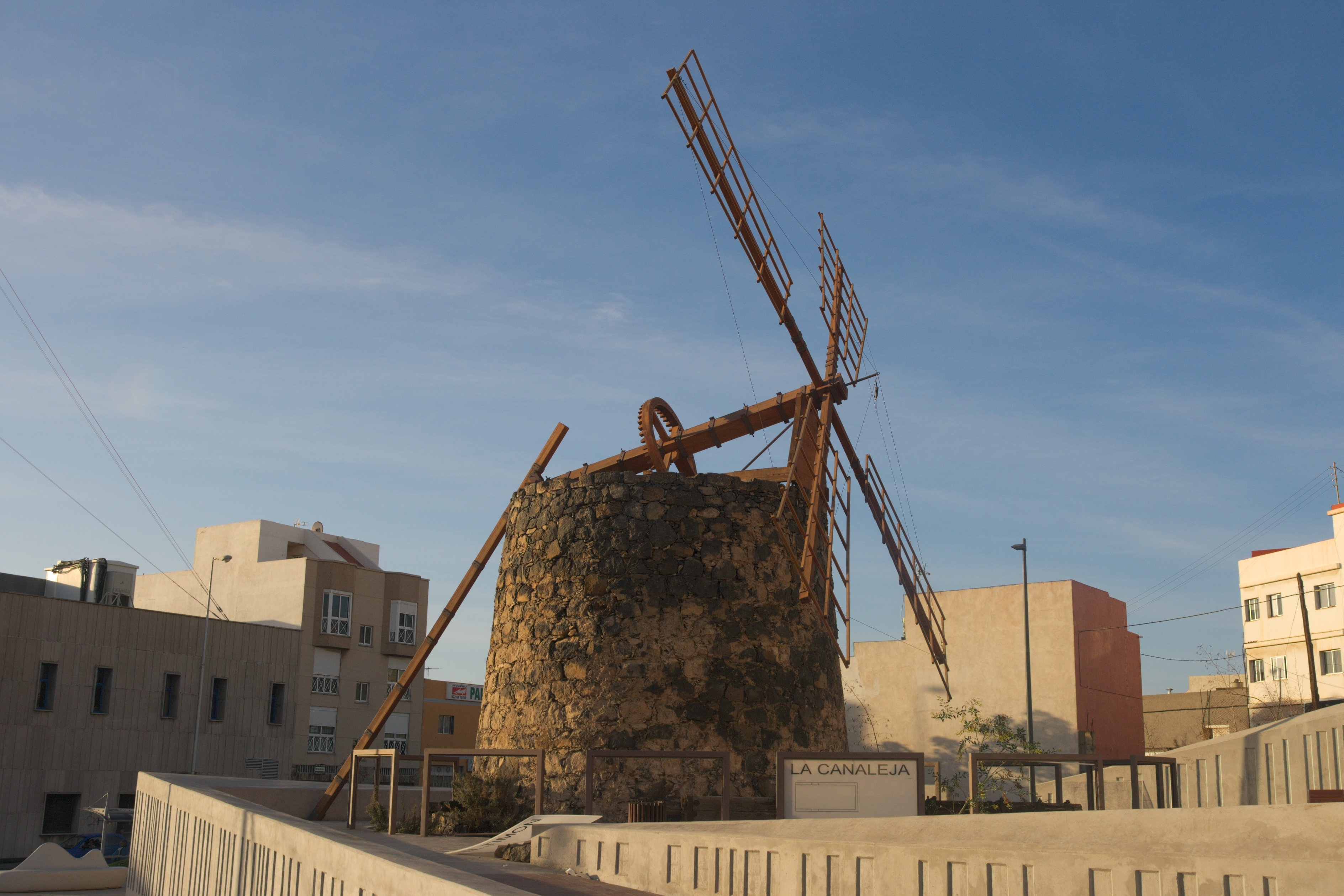
Molí de Barranco Grande
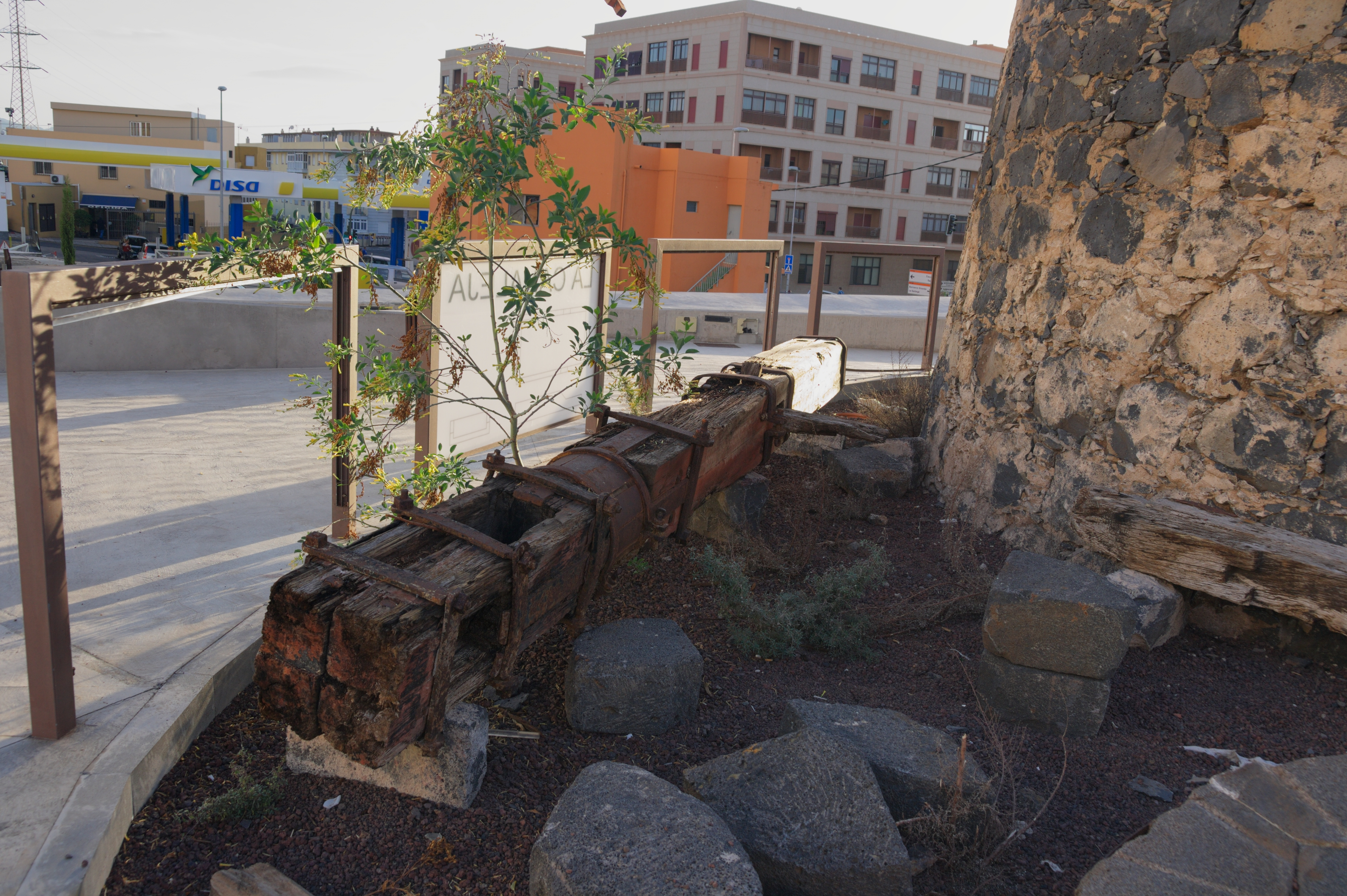
Molí de Barranco Grande
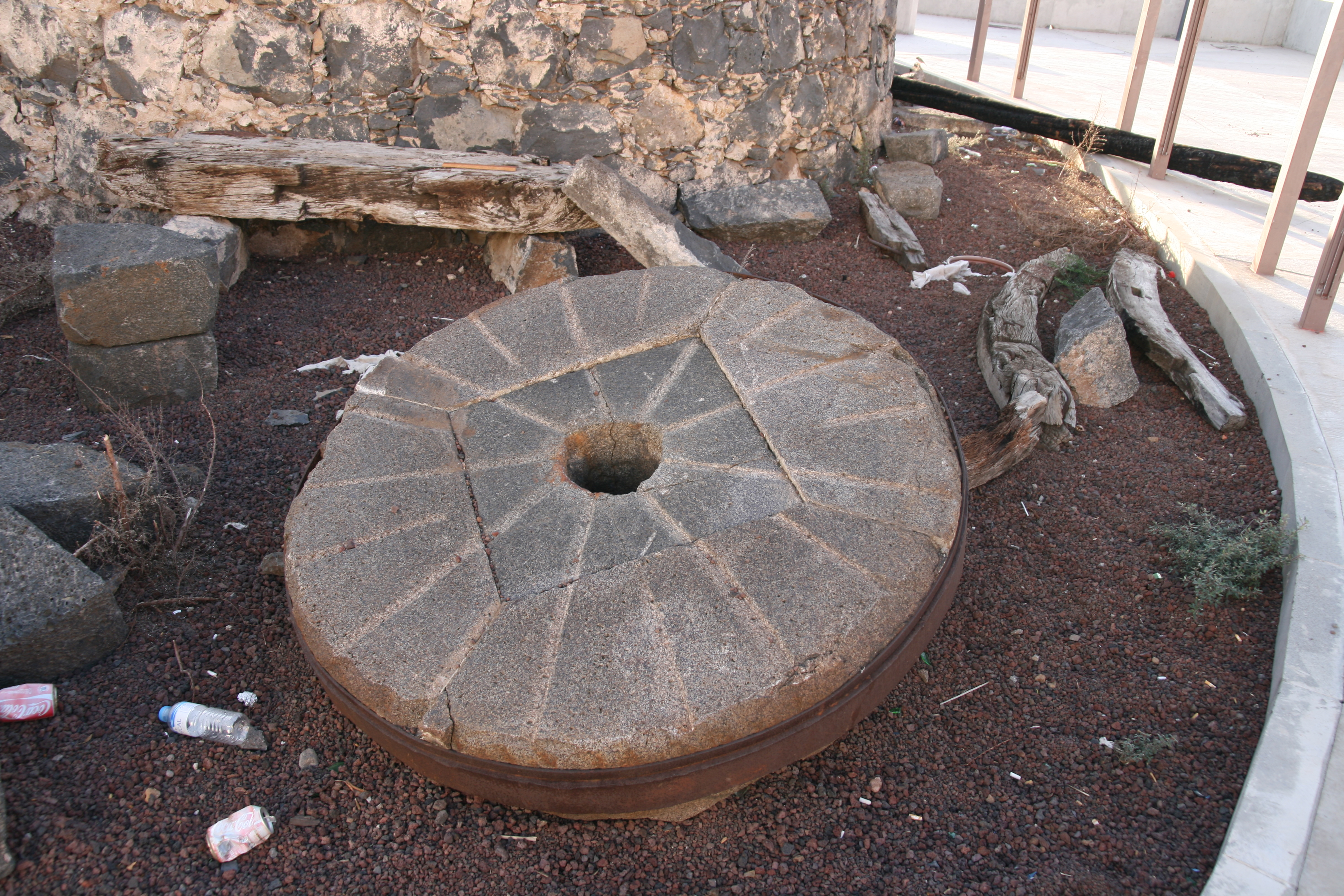
Molí de Barranco Grande